# Есбергенова, Айнур Аскаровна
А́йнур Аска́ровна Есбергенова (каз. Айнұр Асқарқызы Есбергенова; 11 февраля 1998) — казахстанская таэквондистка.

## Биография
Родилась в Кызылорде.
Участник и призёр нескольких международных турниров.
Спортивные достижения:
Чемпион Азии (2010).
Путевку на Олимпиаду — 2016 в Рио-де-Жанейро получила на квалификационном турнире в Маниле.
Квалификационный турнир (Манила) 2016-2 место.
МТ «Qatar Open» 2016-2 место.
МТ «Turkish Open» 2016-2 место. 
МТ «Fujairah Open» 2016- 3 место. 
МТ «Fujairah Open» 2017-2 место.
МТ «Kazakhstan Open» 2017-2 место.
Исламские игры 2017-2 место.